# Danmarks institut for Pædagogik og Uddannelse
DPU - Danmarks institut for Pædagogik og Uddannelse er et institut tilknyttet Faculty of Arts på Aarhus Universitet. Instituttet beskæftiger sig særligt med uddannelsesforskning og pædagogisk forskning i Danmark og udbyder master-, kandidat- og ph.d.-uddannelser, samt en enkelt bacheloruddannelse. "DPU" var indtil 2007 den populære forkortelse for Danmarks Pædagogiske Universitetsskole. DPU's gamle campus er beliggende ved Emdrup Station i det nordvestlige København, mens skolens, nyere jyske afdeling ligger i Aarhus (tidligere på Trøjborg, nu i Nobelparken). DPU har samlet cirka 400 ansatte og 2400 studerende (2019).

## Forskning ved DPU
På DPU forskes og undervises der i uddannelse og pædagogik. DPU udbreder samtidig dets arbejdsmetoder og resultater, bl.a ved at gøre de nyeste idéer inden for fagområderne tilgængelige for professionshøjskolerne. Forskningen har et tværfagligt sigte, og holder et praksisnært niveau ved at fokusere på didaktik inden for uddannelsessystemer, almen pædagogisk arbejde, videreuddannelse af professionsbachelorer, forskningsmetodologi, sammenlignende (komparativ) international uddannelsespolitik og kompetenceudvikling med vægt på voksen- og efteruddannelse.

## Undervisning ved DPU
Før 2007 var DPU en selvstændig højere læreanstalt, Danmarks Pædagogiske Universitetsskole, der fungerede som overbygningsuniversitet. Derfor henvender DPU's uddannelser sig stadig i dag primært til professionsbachelorer med baggrund fx i pædagog- eller lærerprofessionen. I 2010 oprettedes dog instituttets første bacheloruddannelse i uddannelsesvidenskab, der i 2013 blev efterfulgt af en kandidatuddannelse i samme, og andelen af "rene" akademikere i DPU's studenterpopulation er således stigende.

### Uddannelser
Ved DPU udbydes én bacheloruddannelse med tilhørende kandidatuddannelse og en række selvstændige kandidatuddannelser:
- Bachelor- og kandidatuddannelsen i uddannelsesvidenskab, hhv, BSc (Bachelor of Science) og cand.soc.udd.
- Kandidatuddannelsen i didaktik (enten med speciale i dansk, matematik, materiel kultur eller musikpædagogik), Cand.pæd.
- Kandidatuddannelsen i generel pædagogik, cand.pæd.
- Kandidatuddannelsen i pædagogisk antropologi, cand.pæd.
- Kandidatuddannelsen i pædagogisk filosofi, cand.pæd.
- Kandidatuddannelsen i pædagogisk psykologi, cand.pæd.
- Kandidatuddannelsen i pædagogisk sociologi, cand.pæd.
- Kandidatuddannelsen i Anthropology of Education and Globalisation (engelsksproget), cand.pæd.

Desuden udbydes adskillige masteruddannelser.

## Historie
2015: DPU - Danmarks institut for Pædagogik og Uddannelse (navneændring)
2011: Institut for Uddannelse og Pædagogik (DPU)
Institut for Uddannelse og Pædagogik (DPU) blev oprettet i 2011 som et af institutterne ved Arts, der blev et nyt hovedområde ved Aarhus Universitet den 1. januar 2011.
2007: Danmarks Pædagogiske Universitetsskole
Institut for Uddannelse og Pædagogik (DPU) udspringer af Danmarks Pædagogiske Universitetsskole (DPU) ved Aarhus Universitet, der blev en realitet 1. juni 2007 ved en sammenlægning mellem Danmarks Pædagogiske Universitet og Aarhus Universitet. DPU blev derved et af de daværende ni hovedområder ved Aarhus Universitet.
2000: Danmarks Pædagogiske Universitet
Danmarks Pædagogiske Universitet var selv resultatet af en fusion 1. juli 2000 af Danmarks Lærerhøjskole, Danmarks Pædagogiske Institut, Danmarks Pædagoghøjskole og Center for Teknologistøttet Undervisning.